# Communauté de communes de Saône et Seille
La communauté de communes de Saône et Seille était une communauté de communes française, située dans le département de Saône-et-Loire en région Bourgogne.

## Historique
La communauté de communes est créée à la fin de l'année 1993. Elle rassemble alors les 10 communes du canton de Cuisery. En 1997, elles sont rejointes par les deux communes limitrophes de Ratenelle et Romenay.
Au 1er janvier 2014, la communauté de communes a fusionné avec la communauté de communes du Canton de Montpont-en-Bresse ainsi qu'avec les communes de Savigny-sur-Seille et de La Frette issues de la communauté de communes du Canton de Montret  pour former une nouvelle structure intercommunale: la communauté de communes Saône, Seille, Sâne,,.

## Composition
Cet ÉPCI était composé des communes suivantes :
| Nom                     | Code Insee | Gentilé       | Superficie (km2) | Population (dernière pop. légale) | Densité (hab./km2) |
| ----------------------- | ---------- | ------------- | ---------------- | --------------------------------- | ------------------ |
| Cuisery (siège)         | 71158      | Cuiserotains  | 11,29            | 1 594 (2014)                      | 141                |
| L'Abergement-de-Cuisery | 71001      | Abergementais | 7,96             | 757 (2014)                        | 95                 |
| Brienne                 | 71061      | Brenauds      | 5,65             | 476 (2014)                        | 84                 |
| La Genête               | 71213      | Genêtods      | 11,57            | 556 (2014)                        | 48                 |
| Huilly-sur-Seille       | 71234      | Huillytais    | 12,13            | 326 (2014)                        | 27                 |
| Jouvençon               | 71244      | Jouvençonnais | 6,30             | 422 (2014)                        | 67                 |
| Loisy                   | 71261      | Loisytais     | 14,64            | 629 (2014)                        | 43                 |
| Ormes                   | 71332      | Ormillats     | 9,80             | 526 (2014)                        | 54                 |
| Rancy                   | 71365      |               | 5,76             | 528 (2014)                        | 92                 |
| Ratenelle               | 71366      |               | 8,03             | 391 (2014)                        | 49                 |
| Romenay                 | 71373      | Romenayous    | 48,90            | 1 665 (2014)                      | 34                 |
| Simandre                | 71522      | Simandrins    | 22,79            | 1 691 (2014)                      | 74                 |

## Administration
Le siège de la communauté de communes est situé à Cuisery.

### Conseil communautaire
L'intercommunalité est gérée par un conseil communautaire composé de 34 délégués issus de chacune des communes membres. Le nombre de délégués d'une commune dépend directement de sa population au moment de la désignation de ces délégués : deux délégués si la commune comporte moins de 500 habitants, un délégué de plus au-delà et jusqu'à 1 000 habitants, et 4 délégués pour les communes de plus de 1 000 habitants.
Les délégués sont ainsi répartis comme suit :
| Nombre de délégués | Communes                                                |
| ------------------ | ------------------------------------------------------- |
| 4                  | Cuisery, Romenay, Simandre                              |
| 3                  | L'Abergement-de-Cuisery, La Genête, Loisy, Rancy        |
| 2                  | Brienne, Huilly-sur-Seille, Jouvençon, Ormes, Ratenelle |

### Présidence
Le conseil communautaire élit un président et 3 vice-présidents,. Son président actuel est Thierry Colin.
| Période                                  | Période  | Identité      | Étiquette | Qualité                                                                    |
| ---------------------------------------- | -------- | ------------- | --------- | -------------------------------------------------------------------------- |
| Les données manquantes sont à compléter. |          |               |           |                                                                            |
|                                          |          | Guy Mazoyer   |           |                                                                            |
|                                          | En cours | Thierry Colin | DvD       | Maire de L'Abergement-de-Cuisery. Conseiller général du canton de Cuisery. |

## Compétences

### Sources
- Le SPLAF (Site sur la Population et les Limites Administratives de la France)
- La base ASPIC